# Krsto Špoljar
Krsto Špoljar (Bjelovar, 1. rujna 1930. – Zagreb, 28. studenog 1977.), hrvatski pjesnik, pripovjedač, romansijer, esejist, književni kritičar i urednik. Objavio niz pjesničkih zbirki, romana, drama, novela i pripovijesti te uredio i pripremio dvije antologije hrvatske lirike i niz djela u ediciji Pet stoljeća hrvatske književnosti.
Krsto Špoljar pripada krugovaškoj generaciji hrvatskih književnika. Bio je vrlo marljiv, strastveno se bavio književnošću i vođenjem ugledne i uspješne izdavačke kuće "Zora".  Godine 1962. organizirana je velika proslava 120. obljetnice Matice hrvatske. Pri tom je pokrenuta velika biblioteka "Pet stoljeća hrvatske književnosti" u suradnji s izdavačkom kućom Zora. Krsto Špoljar bio je u uredničkom odboru te tajnik toga projekta. Godine 1971., imao je mnogo neprilika i policijskih ispitivanja, zbog objavljivanja knjige "Hrvatska balada".(v. hrvatsko proljeće)

## Životopis
Rođen je u Bjelovaru, gdje je i maturirao. Na Filozofskom fakultetu Sveučilišta u Zagrebu diplomirao je jugoslavistiku i hrvatski jezik.
Dolaskom na studij u godini 1949./50. objavljuje svoje prve pjesme. Početkom pedesetih godina pokreće književne časopise "Literaturu" i "Galeriju" od kojih izlazi samo po jedan broj. Od 1953. surađuje u "Krugovima", gdje se javlja prvom prozom "Ana je otišla", a kasnije, uz prozu, objavljuje pjesme, kritike i prikaze. Sastavio je i dvije antologije: prvu, hrvatske ljubavne lirike pod naslovom Ljubav pjesnika 1956. i drugu, hrvatske satirične poezije Smijeh i rane 1957. Godine 1959. – 1960. bio je i urednikom "Književne tribine".
Kao mladi književni kritičar bio suradnikom „Izvora“, a kao književnik objavljivao je u književnim časopisima „Krugovi“ i „Republika“. U suradnji s Miroslavom Vaupotićem sastavio je 1961. godine bibliografski leksikon „Književni godišnjak“. Od 1962. do 1968. godine uz Ivana Dončevića i Novaka Simića urednik je Republike. Bio je član Društva hrvatskih književnika i Matice hrvatske. Dobitnik je nagrade “Vladimir Nazor” za 1969. godinu.
Jedan je od najzaslužnijih u ostvarenju nakladničkog projekta izdavačke kuće „Zora“ - biblioteke "Pet stoljeća hrvatske književnosti", kojoj je bio tajnik i urednik. Godine 1971. kratko je vrijeme direktor izdavačkog poduzeća „Zora“. S ove funkcije smijenjen je zbog objavljivanje romana Hrvatska balada (objavljen u Republici, br. 7-8, 1971., u isto vrijeme tiskan u izdanju Nakladnog zavoda Matice Hrvatske). U njemu je kroz lik glavnog junaka iznio kritiku suvremene književne prakse.
Iako je K. Špoljar ostao bez radnog mjesta u „Zori“, Urednički odbor edicije Pet stoljeća hrvatske književnosti jednoglasno ga je imenovao urednikom svih idućih kola Biblioteke. Zahvaljujući Špoljarovu trudu i upornosti Biblioteka se, unatoč svim neprilikama, uspjela održati. Iako Špoljar nije bio zatvaran, u sljedećih je pet godina, odnosno sve do svoje prerane smrti 1977., proživio najteže godine svog života i doživio najveća poniženja zbog neshvatljivih policijskih ispitivanja, koja nisu prestajala i u svojoj su se besmislenosti ponavljala. Naime, tih godina Služba državne sigurnosti (SDS) redovito je dolazila u redakciju Špoljaru na informativne razgovore (pitanja su uvijek bila ista, kao i trajna zabrana njegova kretanja izvan kuće u vrijeme boravka Tita u Zagrebu ili neke druge važne osobe).
Objavio je zbirke pjesama Ja svakidašnji, Porodica harlekina i Raj te romane Brod čeka do sutra, Mirno podneblje, Straćara male sreće, Terasa anđela čuvara, Gvožđe i lovor, Tuđina, Vrijeme i paučina: sentimentalni odgoj na hrvatski način, Neprilike s muzom, Hrvatska balada. Roman Vjenčanje u Parizu postumno mu je objavljen 1980. u izdanju Nakladnog zavoda Matice Hrvatske.

## Djela
- Ja svakidašnji (1954.)
- Porodica harlekina (1956.)
- Brod čeka do sutra (1958.)
- Mirno podneblje (1960.)
- Terasa anđela čuvara (1961.)
- Raj (1962.)
- Gvožđe i lovor (1963.)
- Tuđina (novele i pripovijesti 1969.)
- Vrijeme i paučina : sentimentalni odgoj na hrvatski način (1971.)
- Hrvatska balada (1971.)
- Vjenčanje u Parizu (1980.)

Neke od njegovih knjiga ilustrirao je poznati hrvatski ilustrator Ivan Antolčić.

## Vanjske poveznice
- http://www.exlibris.hr/spoljar_hrvatska_balada.htm  Arhivirana inačica izvorne stranice od 12. kolovoza 2016. (Wayback Machine)
- http://www.exlibris.hr/hrvatska_balada_jurisic.pdf  Arhivirana inačica izvorne stranice od 25. veljače 2021. (Wayback Machine)
- http://www.min-kulture.hr/default.aspx?id=7677